# سوتل تكساني
سوتل تكساني (الاسم العلمي:Dasylirion texanum) هو نوع من النباتات يتبع جنس السوتل من الفصيلة الهليونية.